# 藤井剛
藤井 剛（ふじい ごう、7月8日 - ）は、日本の俳優・声優。神奈川県川崎市出身。パワー・ライズ（合併前はトリアス）所属。

## 経歴・人物
- 中学は川崎市立長沢中学校で生徒会長をしていた。
- 出身高校は神奈川県立生田高等学校。部活は空手と合唱。
- 日本大学法学部卒。
- 大学卒業後は千代田生命に入社し、総合職として勤務していた。
- ぷろだくしょんバオバブ（-2010年4月）、同人舎プロダクション（2011年2月-8月）に所属していた。2011年9月よりトリアス（2015年6月以降はパワー・ライズ）所属。

## 出演

### テレビアニメ
- グリザイアの迷宮（風見亮二、ダニー）
- グリザイアの楽園（ダニー）
- ヤッターマン（新）（偽ビックリドッキリメカ「チョコチョコット」）
- Rewrite（守口、静流の父、山本の声、高砂、ルイス 他）
- ブラック★★ロックシューター DAWN FALL（2022年、部下、教育機関兵士副官、船員、市民、平和構築軍兵士）
- プリマドール（2022年、将校A、警務官A、常連客、兵士、兵士B 他）
- 狼と香辛料 MERCHANT MEETS THE WISE WOLF（2024年、説法師）
- グリザイア:ファントムトリガー（2025年、田所[初出 1]）

### ゲーム
- EARTH DEFENSE FORCE: INSECT ARMAGEDDON（主人公：ライトニング・アルファ）
- スナイパイ72（セバスチャン）
- ガンガン!! バトルRUSH!（ブレン[1]）
- アイドル魔法少女ちるちるみちる
- 果つることなき未来ヨリ（ダモン・ギャモン[2]）
- スナイパイ71（セバス・チャン[3]）
- モンスターストライク（混倶利蜘蛛[4]）
- デジボク地球防衛軍（ライトニング・アルファ）
- 八剱伝Switch版（2024年、北丞綱成[5]）
- ドラゴンボールZ カカロット（2025年）

### ボイスドラマ
- ソードアート・オンライン ボイス（グリームアイズ、クライン、湖のヌシ、スカルリーパー）※友情出演[6]

### 吹き替え
- ネバーバックダウン2（ティム［トッド・ダフィー］）
- レバレッジ 〜詐欺師たちの流儀5（アナウンサー）
- 眠ったお宝探し隊 アメリカン・ピッカーズ
- 沈黙の嵐（コーエン）
- クラッシュとバーンスティン（司会者）
- ライブ!（バイロン、アナウンサー）
- リアルスピード（アナウンサー）
- トランスモーファー　リターンズ（ホルト（市長））
- 猟犬たちの夜 オルフェーヴル河岸36番地-パリ警視庁（グランジェ）
- 奇襲戦線（ワルター）
- 2048（ジャコペッティ）
- 特捜刑事スパルタン（ゲインズ・ジョーンズ）
- アメリカお宝鑑定団ポーンスターズ
- 発掘オーディション 発明家の卵を探せ3
- 名探偵モンク4（クレイマー）
- エバーウッド3（ジェイソン、リック）
- One Tree Hill3（DJ）
- スペシャルID 特殊身分（ホン（コリン・チョウ））
- ゼウス ～プードル救出大作戦～（サザビー）
- ゴッド・ブレイス・アメリカ（シラー）
- パニックゾーン（フィル）
- デッド・ノート（ダンカン・ヒューム）

### ラジオ
- 岩井俊二プロデュース ラジオドラマ 円都通信「日時計」（石岡先生）

### テレビドラマ
- 土曜ワイド劇場 牟田刑事官VS終着駅の牛尾刑事｢暗渠の連鎖｣ （前川豊）

### 特撮
- 仮面ライダー龍騎（モンスター軍団の声）[7]

### 舞台
- セレブ気どり（チン・トン・シャン）
- スガナレル（ドットーレ）

### パチスロ
- スナイパイ72（2013年、セバスチャン）
- パチスロ烈火の炎 Flame of Recca（2018年、呪[8]）
- スナイパイ71（2020年、セバス・チャン）

### ナレーション
- ふなっしーとゆかいな兄弟
- EARTH DEFENSE FORCE: INSECT ARMAGEDDONテレビＣＭナレーション
- SoftBank公式サイト『YY!GAMES』ゲーム紹介ナレーション

### その他
- 福井青年会議所45周年記念製作オリジナルアニメ「ヒーローになれなかったヒーロー」（ウィリアム・グリフィス、語り手の老人）

### 初出話一覧
1. ↑  第9話初出